# Gozdni proizvod
Gozdni proizvodi so materialna dobrina. Človek si jih prilašča zaradi zadovoljevanja materialnih potreb in dohodka. Proizvajalec, oziroma tvorec gozdnih proizvodov in dobrin je gozdni ekosistem.
Po svojem pomenu so gozdni proizvodi glavni oziroma postranski. Glavni gozdni proizvod je les. Med postranske štejejo gozdni sadeži, gobe (glive), zelišča, pa stelja, smola, iglice, različno okrasje, lubje in suhljad... Vrednejše gozdne proizvode, na primer les, lastnik pridobiva s stroji. Manj pomembne, v slovenskih gozdovih, lahko nabirajo tudi drugi.
Gospodarski pomen postranskih gozdnih proizvodov je majhen. Večji je pomen lesa, vendar njegova celokupna vrednost v slovenskih gozdovih, ne dosega (več) niti 1 % BDP. Največjo vrednost gozda predstavlja njegova nematerialna, okolje-tvorna  dobrina . Čeprav njene vrednosti, v odnosu na nacionalni proizvod, zaenkrat še ne znamo ovrednotiti.